# Perry Saturn
Perry Arthur Satullo (Cleveland (Ohio), 25 oktober 1966), beter bekend als Perry Saturn, is een Amerikaans professioneel worstelaar die vooral bekend is van zijn tijd bij Extreme Championship Wrestling, van 1995 tot 1997, World Championship Wrestling, van 1997 tot 2000 en World Wrestling Federation, van 2000 tot 2002.

## In het worstelen
- Finishers
  - Death Valley driver
  - Diving elbow drop
  - Moss-Covered Three-Handled Family Gradunza
  - Rings of Saturn

- Signature moves
  - Diving knee drop
  - Double underhook powerbomb
  - Drop toe-hold
  - Frog splash
  - Inverted atomic drop
  - Legsweep
  - Meerdere 'kick' variaties
    - Drop
    - Roundhouse
    - Spinning heel
    - Super

  - Meerdere 'suplex' variaties
    - Exploder
    - Northern Lights
    - Pumphandle
    - Saturn Bomb

  - Piledriver
  - Russian legsweep
  - Saturn Cutter
  - Saturnsault
  - Sleeper hold
  - Slingshot leg drop
  - Vertical body slam
  - Whiplash

- Managers
  - Chastity
  - Reggie B. Fine
  - Midajah
  - Raven
  - Terri Runnels
  - Moppy

## Prestaties
- 3XWrestling
  - 3XW Pure Wrestling Championship (1 keer)

- Extreme Championship Wrestling
  - ECW World Tag Team Championship (3 keer: met John Kronus)

- International Wrestling Federation
  - IWF North American Heavyweight Championship (1 keer; eerste kampioen)
  - IWF Light Heavyweight Championship (2 keer; laatste kampioen)
  - IWF Tag Team Championship (1 keer: met Terra Ryzing)

- United States Wrestling Association
  - USWA World Tag Team Championship (1 keer: met John Kronus)

- World Championship Wrestling
  - WCW World Tag Team Championship (2 keer: met Raven (1x) en Chris Benoit (1x))
  - WCW World Television Championship (1 keer)

- World Wrestling Federation
  - WWF European Championship (1 keer)
  - WWF Hardcore Championship (2 keer)

- Universal Championship Wrestling
  - Universal Heavyweight Champion (1 keer)